# Ultrafiltro
In teoria degli insiemi un ultrafiltro {\displaystyle {\mathcal {A}}} è un filtro proprio sull'insieme {\displaystyle A} tale che ogni sottoinsieme di {\displaystyle A} o il suo complemento appartiene ad {\displaystyle {\mathcal {A}}}, in formule
{\displaystyle \forall X\subseteq A:(X\in {\mathcal {A}})\lor ({\bar {X}}\in {\mathcal {A}})}
Sia il concetto di filtro che di ultrafiltro furono introdotti da Henri Cartan nel 1937.

## Proprietà
Ogni filtro principale è un ultrafiltro, per dimostrare ciò sia {\displaystyle x} un elemento di {\displaystyle A}, e {\displaystyle {\mathcal {A}}} il filtro principale generato da {\displaystyle x}. Allora, per ogni sottoinsieme {\displaystyle S} di {\displaystyle A}, se {\displaystyle x\in S}, allora {\displaystyle S\in {\mathcal {A}}}. Se invece {\displaystyle x\not \in S}, per la definizione di insieme complemento, {\displaystyle x\in {\bar {S}}} e quindi {\displaystyle {\bar {S}}\in {\mathcal {A}}}.
In base a ciò, e senza perdita di generalità, l'ultrafiltro può anche intendersi come un filtro massimale su un'algebra di Boole.
Il filtro cofinito, cioè l'insieme {\displaystyle {\mathcal {S}}} dei sottoinsiemi cofiniti di {\displaystyle A}, non è un ultrafiltro. Infatti sia {\displaystyle S} un sottoinsieme cofinito, ossia che contiene tutti gli elementi di {\displaystyle A} tranne un numero finito. Se {\displaystyle A} è finito, {\displaystyle {\mathcal {S}}} non è un filtro proprio: infatti l'insieme {\displaystyle A\setminus \{x\}} ottenuto togliendo un elemento all'insieme di partenza è cofinito, e dunque sta in {\displaystyle {\mathcal {S}}}, ma contiene {\displaystyle \varnothing } e dunque non è un filtro proprio. Se invece {\displaystyle A} è infinito, {\displaystyle \exists X\subset A} tale che sia {\displaystyle X} che {\displaystyle {\bar {X}}} sono infiniti, e dunque né l'uno né l'altro sono in {\displaystyle {\mathcal {S}}}.

## Ultrafiltro libero
Un ultrafiltro {\displaystyle {\mathcal {U}}} su di un insieme {\displaystyle A} si definisce libero quando contiene il filtro cofinito {\displaystyle F_{A}}.
Si può dimostrare che è impossibile definire un procedimento che consenta di costruire un ultrafiltro libero.